# Miguel López de Grez
Miguel López de Grez   (Lumbier, 23 d'abril de 1546 - Ròtova, 29 de desembre de 1612) va ser el primer vicari secular de la parròquia de Ròtova. És venerat com a venerable per l'Església catòlica.

## Biografia
Va nàixer al caseriu de Grez (Lumbier, districte de Aoiz) el 23 d'abril de 1546 i es va formar a Lumbier, Sangüesa i Pamplona, i després va estudiar filosofia i teologia en la Universitat de València.
El patriarca Joan de Ribera el va nomenar rector de Palma de Gandia l'any 1582.
Al 1585 la capella local de Ròtova s'estableix en parròquia independent de Palma, si bé sota la mateixa jurisdicció del Monestir de Sant Jeroni de Cotalba. Aquell any el Venerable va prendre possessió de la vicaria de Ròtova, amb els annexos d'Alfauir, Almiserà i Castellonet de la Conquesta, on va estar 27 anys com a vicari.
Se li atribueixen diversos miracles com la curació de malalts, levitacions i aparicions de Crist i de diversos sants.
Va morir el 29 de desembre de 1612. Les memòries escrites pel seu confessor, amic i prior de Sant Jeroni de Cotalba, Gaspar Centol, constitueixen la font biogràfica més important i relaten un multitudinari soterrar a l'església de Ròtova, en olor de santedat, el qual va tenir lloc l'endemà de la seua mort. Les seues restes es van depositar als presbiteris de l'església de Ròtova al 1620.

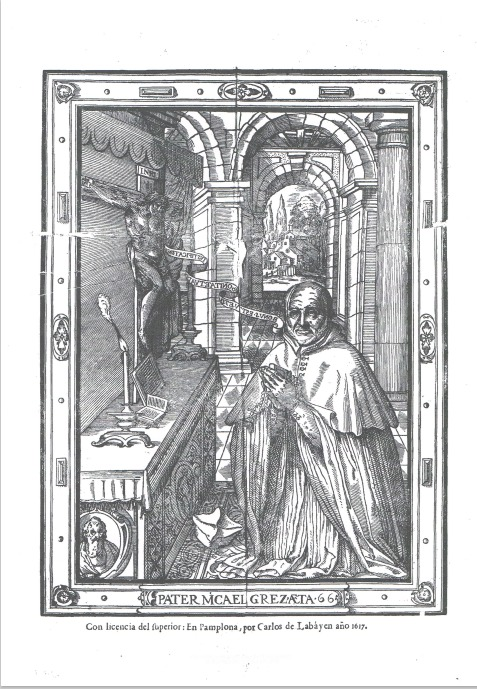
Gravat xilogràfic (1617) de Miguel López de Grez als 66 ays d'edat

El poble de Ròtova li va posar el seu nom a un carrer, popularment conegut com a carrer de La Parra.
El procés de beatificació es va desenvolupar en el bisbat de Pamplona cap a 1616 però no es va enllestir a causa de a la intermediació de la Santa Inquisició valenciana prohibint que continuara el procés de beatificació.